# 알렉시아 패스트
알렉시아 패스트(Alexia Fast, 1992년 9월 12일 ~ )는 캐나다의 배우이다.

## 출연 작품
- 아이 온 줄리엣 (2016)
- 그레이스: 빙의 (2014)
- 더 캡티브 (2014)
- 라스트 카인드 워즈 (2012)
- 블랙버드 (2012)
- 잭 리처 (2012)
- 더 컬트 (2010)
- 트리플 도그 (2010)
- 19번째 아내 (2010)
- 페이커스 (2010)
- 엣지 오브 타임 (2010)
- 왓 고즈 업 (2009)
- 키킨 잇 올드 스쿨 (2007)
- 틴 맨 (2007)
- 내 친구 파이도 (2006)
- 그와 그녀의 크리스마스 (2005)
- 4400 (2004)